# Les Folies d'Élodie
Pour plus de détails, voir Fiche technique et Distribution.
Les Folies d'Élodie est un film français réalisé par André Génovès et sorti en 1981.

## Fiche technique
- Titre : Les Folies d'Élodie
- Réalisation : André Génovès
- Scénario : André Génovès, Gérard Croce et Paul Gégauff, d'après le roman d'Aymé Dubois-Jolly (pseudonyme de Maurice Chapelan)
- Photographie : Jean G. Charruyer
- Costumes : Arlette Maroux
- Décors : Michel Debats
- Son : Robert Deraedt
- Montage : Catherine Vexiau
- Musique : Vladimir Cosma (sous le pseudonyme « Claude Pimpère »)
- Production : A.G.C. (Art et gestion cinématographiques)
- Pays d'origine :  France
- Durée : 91 minutes
- Date de sortie : France - 12 août 1981

## Distribution
- Marcha Grant : Élodie
- André Génovès : Édouard
- Caroline Aguilar : Rose
- Charlotte Walior : Corinne
- Yves Massard : Georges
- Bruno du Louvat : Philippe
- Denyse Roland : Solange
- Gérard Croce : le prêtre
- Sylvane Sannoy : la grand-mère
- Daniel Beretta : Paul, le voisin
- Marthe Mercadier : Juliette, propriétaire de la boutique « Les Folies »
- Henri Czarniak : Tarzan
- Pierre Bonzans : François
- Gérard Touroul : Jean-Claude
- Julie Margo : la fiancée de Paul
- Monique Mauclair : Sandra
- Claude Chabrol
- Roger Trapp